# Andrzej Tomanek
Andrzej Tomanek (ur. 27 października 1958 w Budapeszcie) – polski satyryk, członek Kabaretu OT.TO, absolwent Wydziału Geodezji i Kartografii Politechniki Warszawskiej.
Otrzymał wyróżnienie na Festiwalu Piosenki Studenckiej w Krakowie (1985) oraz nagrodę dziennikarzy na Festiwalu Polskiej Piosenki w Opolu (1985). Od 1989 r. w Kabarecie OT.TO.
Twórca tekstów i muzyki. Jest żonaty z Iwoną, z którą ma córkę Zuzannę (ur. 2005).